# João Pessoa
Pour les articles homonymes, voir João Pessoa (homonymie) et Pessoa.
João Pessoa est une ville brésilienne, capitale de l'État de Paraíba et centre de la région métropolitaine de João Pessoa.. Située sur le littoral de l'État, elle est aussi connue comme la ville où le soleil se lève en premier car elle abrite la Pointe du Seixas, le point le plus oriental des Amériques.
Fondée en 1585 sous le nom de Filipéia de Nossa Senhora das Neves, c'est la troisième ville la plus ancienne du pays et aussi la dernière à avoir été créée au XVIe siècle.
Elle est connue pour son climat agréable, la beauté de ses plages, ses monuments historiques, son architecture et son art baroque.

## Histoire
La ville a été fondée le 5 août 1585 par l'administration royale portugaise au début de la colonisation du Brésil. Plus tard, la capitainerie d'Itamaracá sera démembrée par la création de la capitainerie de la Paraíba.
La ville s'est appelée Filipéia de Nossa Senhora das Neves en 1585 en hommage au roi d'Espagne Philippe II d'Espagne à l'époque de l'union ibérique durant laquelle les couronnes d'Espagne et du Portugal étaient réunies ; puis Frederikstadt (cidade Frederica) pendant l'occupation hollandaise entre 1634 et 1654 en hommage au prince hollandais (la ville faisait partie d'un Brésil hollandais appelé Nouvelle-Hollande, ou Nieuw Holland) ; et plus tard Parahyba do Norte et Cidade imperial à l'époque impériale.
Le 4 septembre 1930, elle a reçu le nom de João Pessoa en hommage à l'homme politique João Pessoa assassiné à Recife la même année par João Duarte Dantas.
Le décès de João Pessoa causa le trouble dans tout le pays ; il reste un événement majeur de la révolution de 1930 menée par Getúlio Vargas, l'adversaire politique de Júlio Prestes.
Récemment, les habitants ont reconsidéré cet hommage pour revenir au nom Paraiba ou bien Cabo Branco, arguant du fait qu'il n'y a pas de consensus sur le rôle politique de João Pessoa, que la décision fut prise pendant une période de troubles durant laquelle les opposants étaient réduits au silence.
La ville est née entre les rives du fleuve Sanhauá et le littoral. Son influence économique a décliné au XXe siècle qui a vu se développer Campina Grande, la seconde ville de l'État, qui se trouve à 125 km.

## Personnalités liées à João Pessoa
- Kaio de Almeida, (1984-), nageur brésilien, champion du monde.
- Zé Marco, (1971-), joueur de beach-volley brésilien, médaillé d'argent olympique
- Luis Henrique (football, 2001) footballeur professionnel.
- Otávio Edmilson da Silva Monteiro (football, 1995-), footballeur professionnel

## Géographie
La municipalité s'étend sur 208 km2.
João Pessoa est considérée la deuxième ville la plus verte du monde, après Paris, titre obtenu lors du Sommet de la Terre 1992, à Rio de Janeiro[réf. nécessaire].

## Climat
Le climat est chaud et humide, de type tropical, avec des températures moyennes annuelles de 26 °C. L'hiver s'étend de mars jusqu'en août. On note deux périodes climatiques : la saison des pluies, l'hiver, période pendant laquelle les températures peuvent chuter à 22 °C, et l'été, marqué par une abondance de soleil et des températures qui s'élèvent à 32 °C en janvier.
- L'humidité relative de l'air : 80 % en moyenne annuelle avec au maximum 87 % pendant la saison des pluies et 68 % l'été.
- Végétation : forêt tropicale côtière, mangrove, par ailleurs très menacée ; on trouve en ville des aires préservées.
- Le point culminant se situe à 74 mètres d'altitude près du fleuve Mumbaba. L'altitude moyenne est de 37 m, les terrains plats à environ 10 m prédominent dans le centre urbain.

## Population
Sa population était de 742 478 habitants lors du recensement de 2012. D'origine européenne, elle est principalement composée de descendants d'immigrants venus en majeure partie du Portugal, d'Italie et de Galice, et de façon moins importante de Suisse, de Suède, entre autres.

## Tourisme

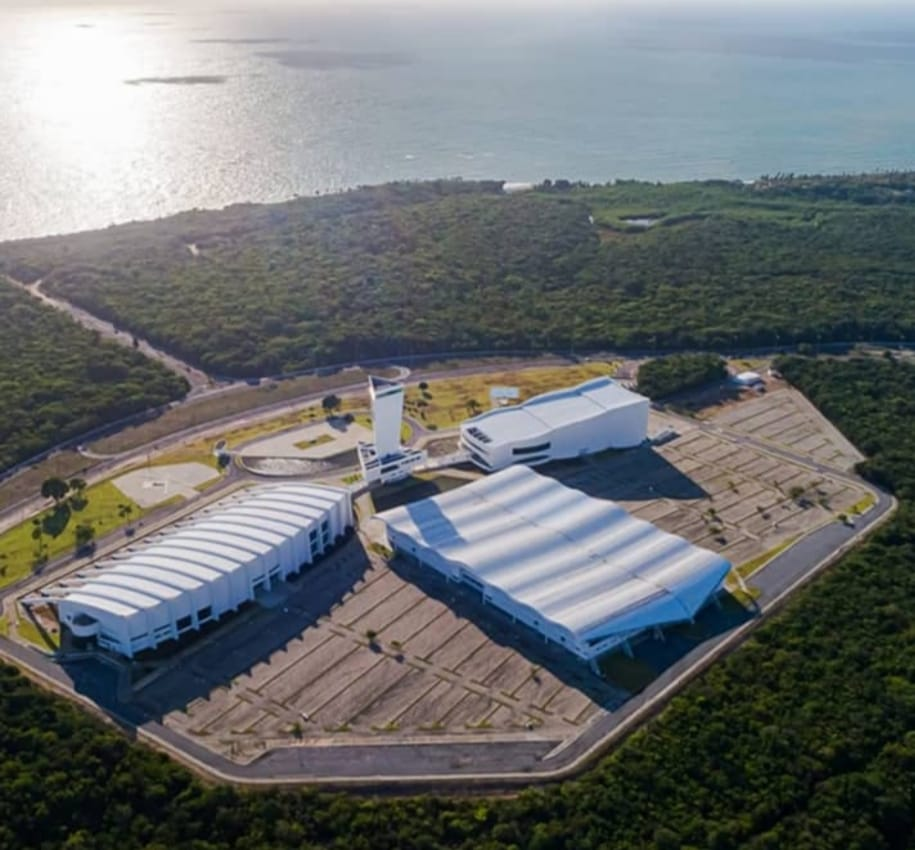
Centre de congrès Poète Ronaldo Cunha Lima.

La ville possède un centre historique bien conservé avec de nombreuses églises et monuments.
Par ailleurs, la Ponta do Seixas, qui est située dans cette ville, constitue l'extrémité orientale du Brésil et des Amériques.
Les eaux des plages à João Pessoa sont normalement calmes et présentent des températures chaudes (aux alentours de 24°).
La capitale du Paraíba possède le Centre de congrès Poète Ronaldo Cunha Lima, qui a été conçu pour être l’un des plus modernes au Brésil, avec tout l’équipement nécessaire pour réaliser de grands projets. Sa structure se compose de 4 bâtiments principaux : la Tour Mirante, le Pavillon des Foires et des Expositions, le Pavillon des Congrès et conventions et le Théâtre Pedra do Reino. C’est l’un des lieux d’événements les plus modernes et sophistiqués d’Amérique latine, avec 48 676 m².

## Galerie

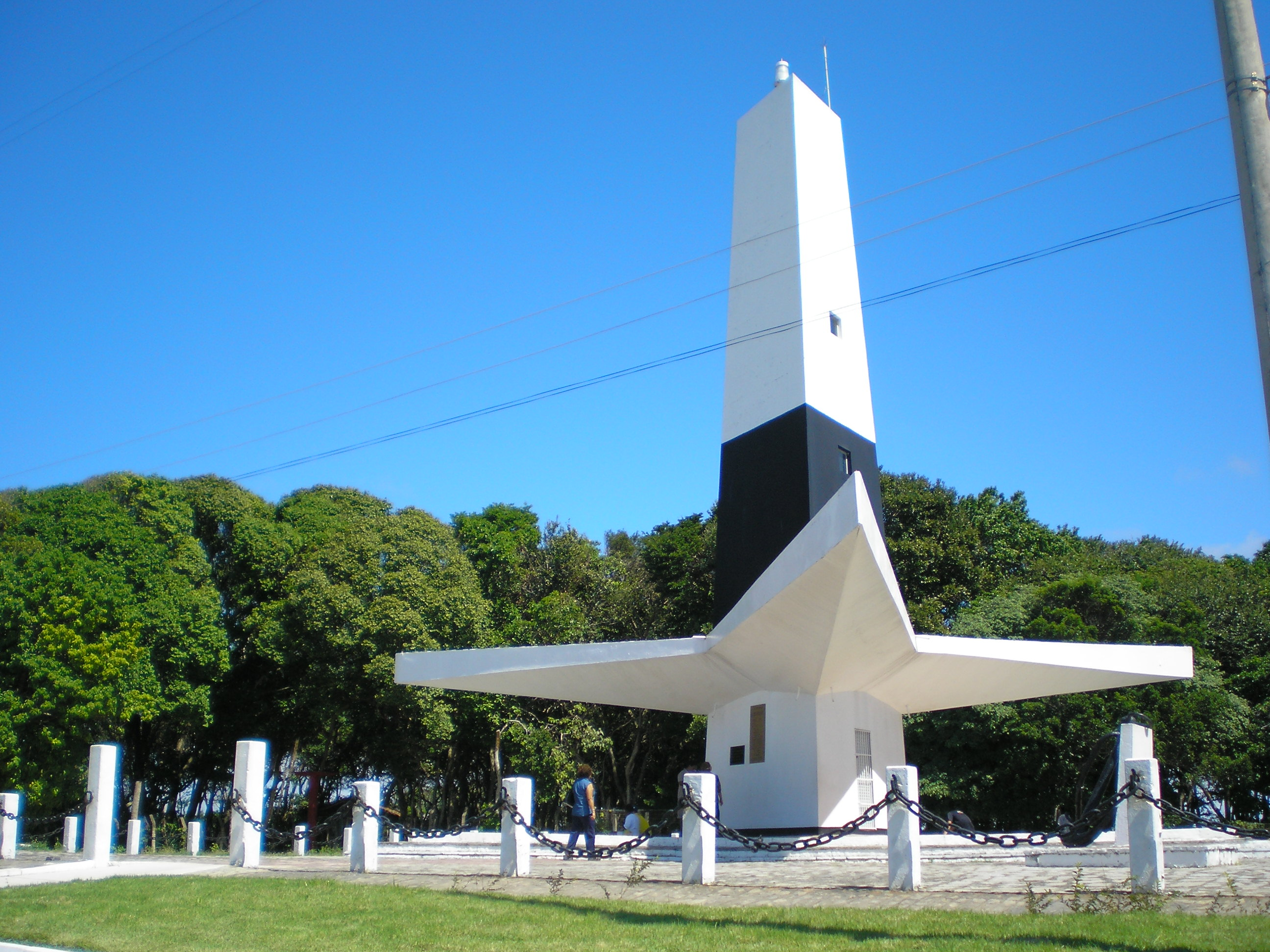
Phare du Cabo Branco.
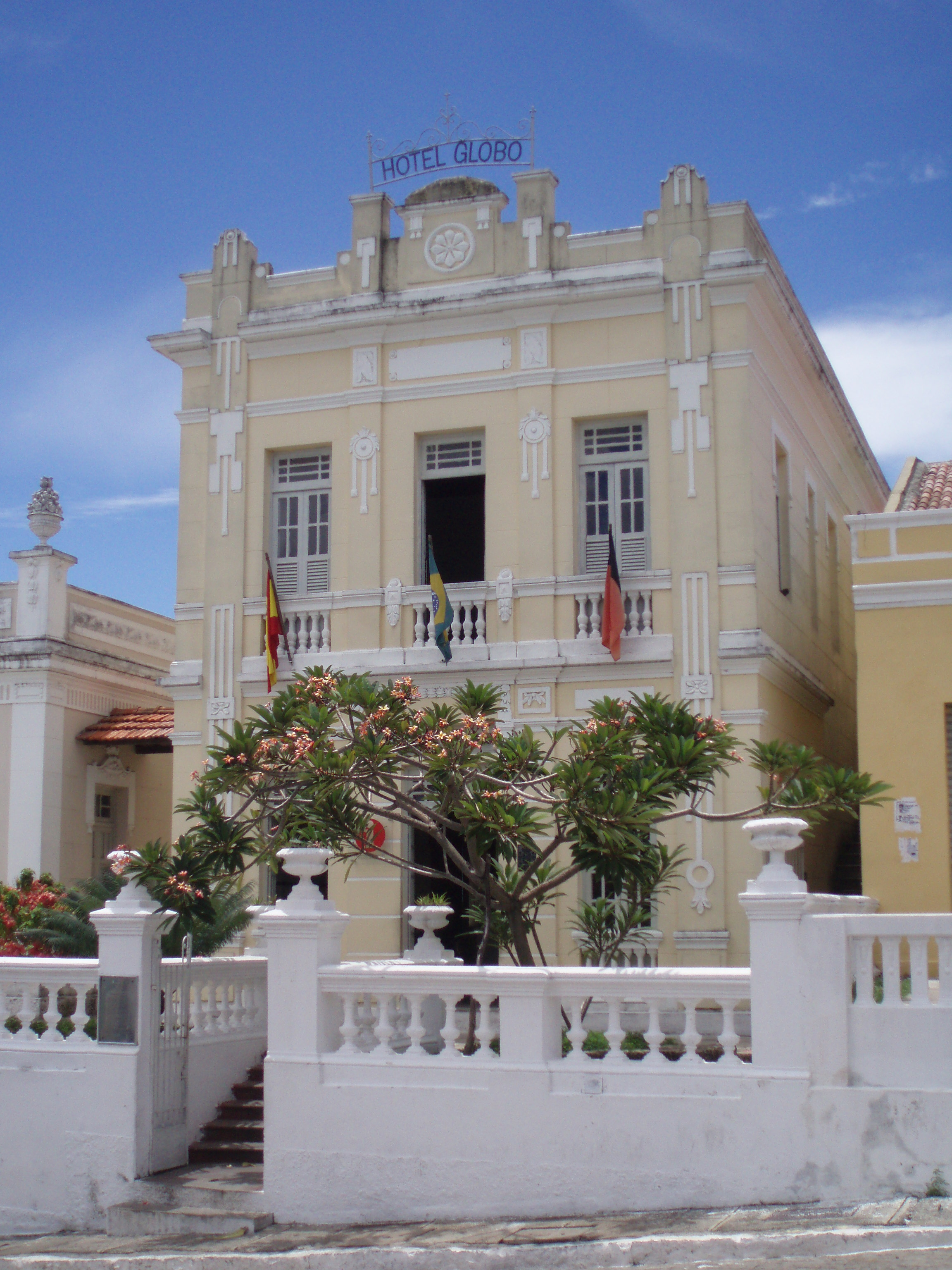
Hotel Globo, place São Pedro Gonçalves, dans le centre historique.
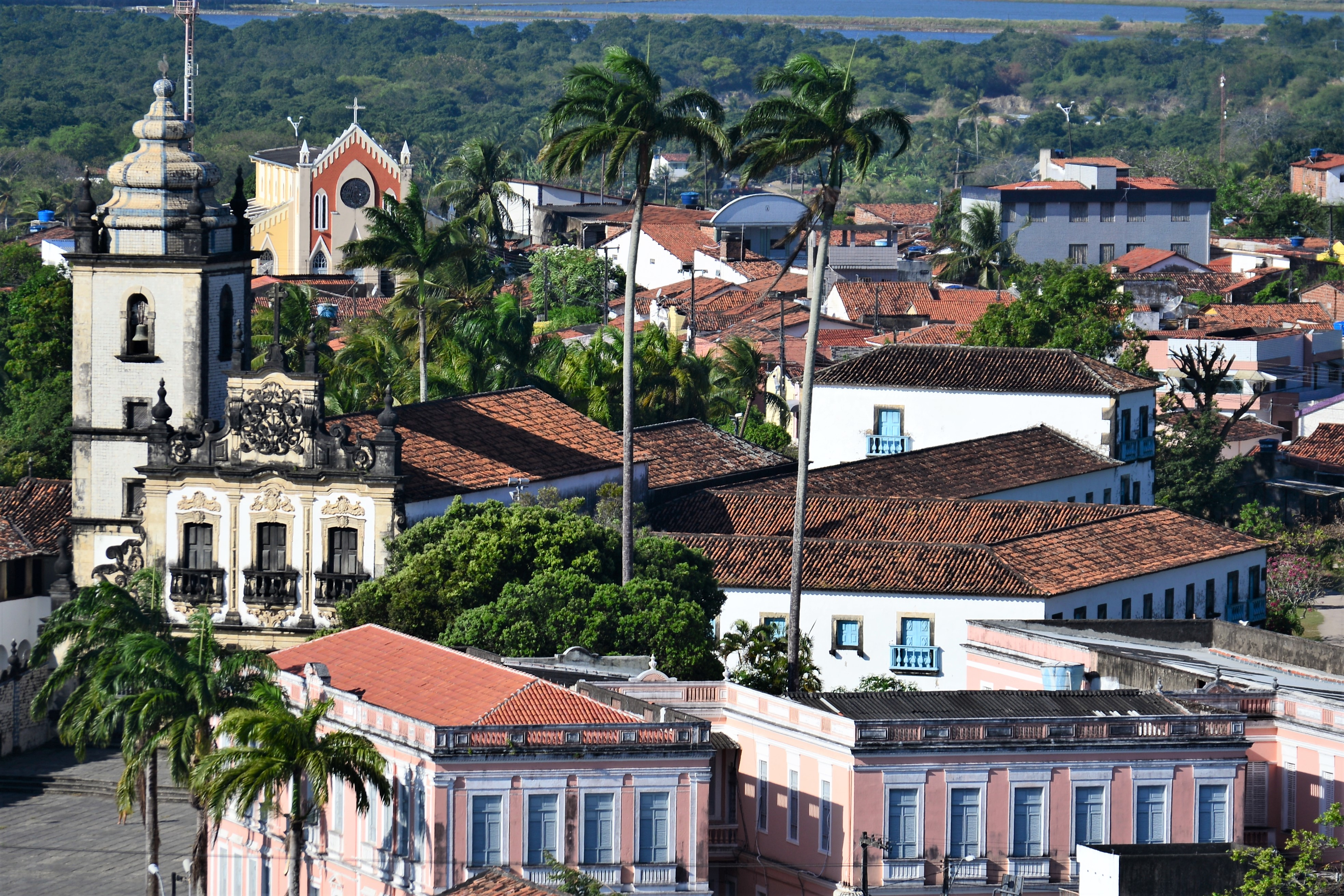
Église Saint-François, couvent Saint-Antoine et chapelle du Tiers-Ordre.
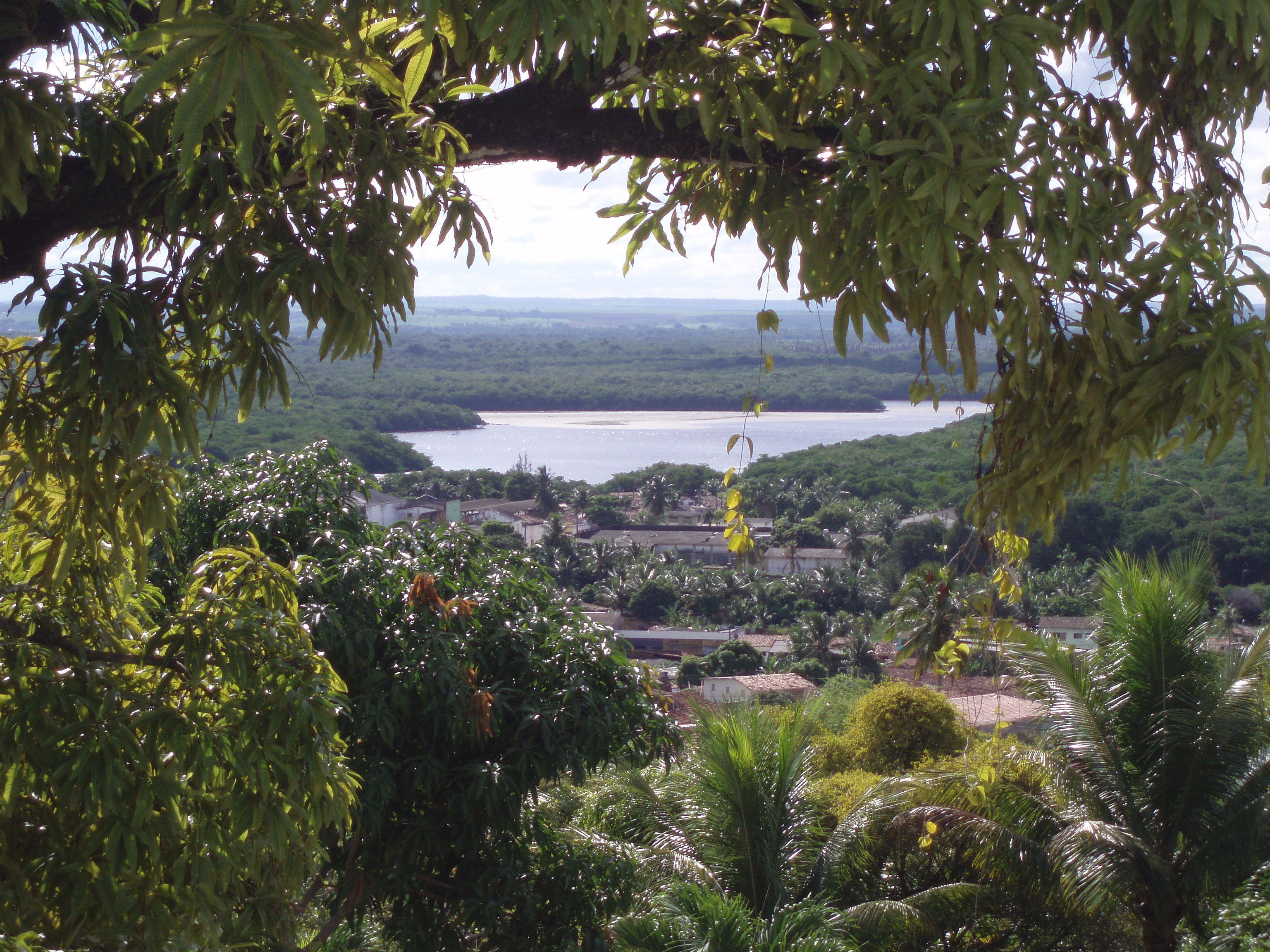
Vue sur le rio Sanhauá depuis le couvent São Francisco dans le centre historique.
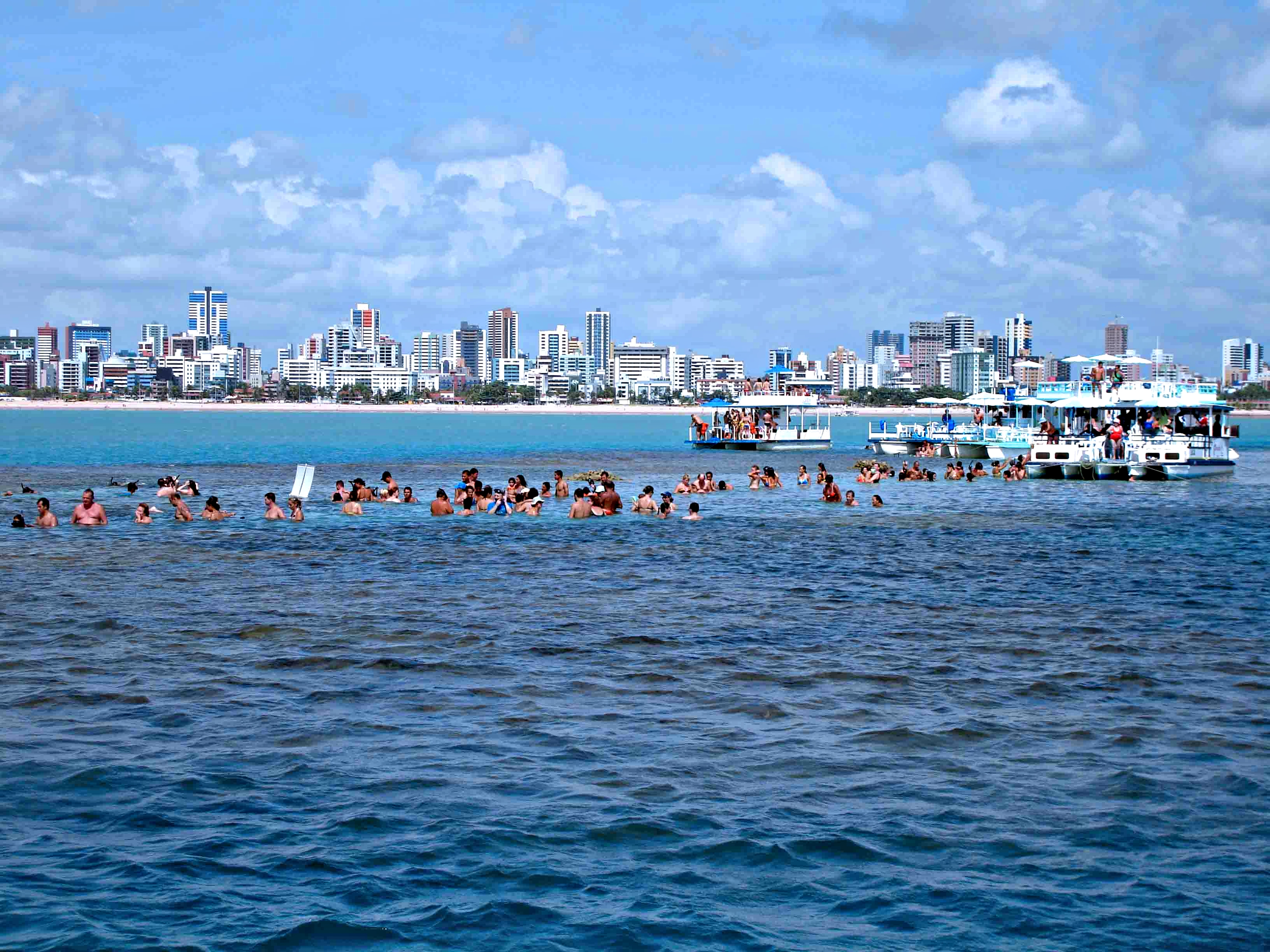
Picãozinho.
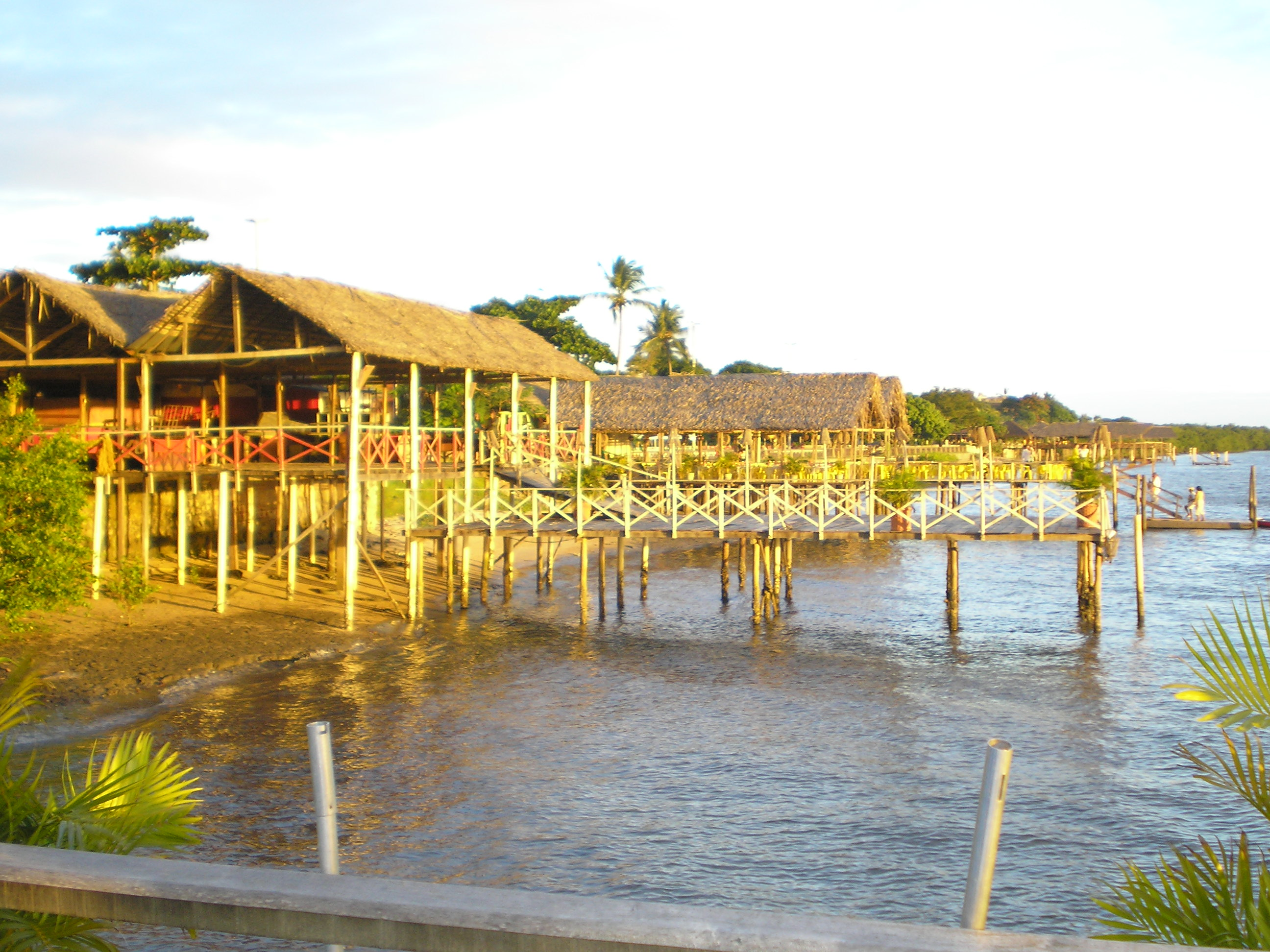
Jacaré.